# 오왕 요
오왕 요(吳王 僚, ? ~ 기원전 515년)는 중국 춘추 시대 오나라(吳)의 제21대 군주(재위 : 기원전 526년 ~ 기원전 515년)이다. 성은 희(姬). 휘는 요(僚) 또는 주우(州于)이다.

## 생애

### 왕위 계승
아버지는 기록에 따라 다르다. 춘추공양전(春秋公羊傳)에는 오왕 수몽(壽夢)으로 기록되고, 사기(史記) 및 오월춘추(吳越春秋)에는 오왕 여매(餘昧)로 기록되어 있다. 동생으로는 갑여(蓋余; 엄여掩餘)와 촉용(燭庸)이 있었다.
아버지 여매는 오왕 수몽의 셋째 아들로 왕위에 오를 자격이 없었다. 수몽에게는 4명의 아들이 있었고, 그중에서 막내인 계찰(季札)의 재능이 뛰어났고, 왕위를 계찰에게 물려줄 생각을 하였다. 그러나 수몽은 왕위 계승에 결정하지 못하고 죽었다. 그러나 형인 제번, 여제는 부왕의 마음을 알고 있었기 때문에 계찰에게 즉위하라고 권유하였다. 그러나 형을 제쳐 놓고 즉위하는 것이 도리에 어긋나는 일이라고 해서 어쩔 수 없이 맏형 제번이 즉위했고, 사후 왕위는 아들인 공자 광(光)에게 가지 못하고, 동생인 여제가 즉위하였다. 여제가 죽고 동생 여매가 즉위하였지만, 여매가 사망하자 계찰은 다시 왕위를 고사하였다. 이 때문에 여매의 아들인 요가 오왕으로 즉위하였다.
요가 오왕으로 즉위한 것에 큰 반대가 없었지만, 공자 광은 요가 오왕에 즉위한 것에 불만이 있었다고 하였다.

### 초나라와 갈등
기원전 525년 오왕 요는 오나라의 영토를 확장하려고, 공자 광을 군대를 파병을 하였다. 초나라를 공격하였다. 동시에 인재의 등용도 하였고, 초 평왕(楚平王)과 비무기(費無忌)에 의하여 아버지 오사와 형 오상을 죽임을 당하여 신변에 위협이 되자, 오나라로 도망을 온 오자서가 오자, 오왕 요는 그를 상대부로 등용하였다. 기원전 523년, 기원전 537년에 당시 여매의 치세에 초나라왕에 의해 억류된 한 동생 궐유(蹶由)가 풀려나서 귀국하였다.
기원전 519년 오나라와 초나라의 국경 마을에서 일어난 작은 싸움이 나라의 운명을 건 전쟁으로 발전되는 사건이 벌어졌다. 그 마을에는 양잠이 한창이라서, 누에 먹이가 되는 뽕잎을 대량으로 필요했었다. 그래서 근처에 뽕나무가 많이 자라났다. 오나라의 마을 아이와 초나라 마을의 아이가 이 뽕나무 잎을 두고 다투어 싸움이 시작됐다. 그 일이 아이의 부모의 싸움으로 이어졌고, 오나라 마을의 부모가 졌고, 이 마을을 통치하는 군수는 경비병을 보내어 진압을 하였다. 이 소식을 들은 초나라왕은 분노하였고, 군대를 일으켜 오나라 마을을 초토화를 하였다. 오나라의 마을이 초토화된 것을 들은 오왕 요는 격분하여 국경지대의 성을 점령하였다. 초나라 내부로 진격하였다. 초나라도 군대를 보내었고 이에 요격을 하였다. 그러자 공자 광이 오왕 요에게 조언을 하였다. 오왕 요는 공자 광의 조언을 받아들었고, 가을 7월에 계보(鷄父)에서 오왕 요는 스스로 죄수 3천명을 병사로 삼아서 초나라의 원군인 심(沈)나라와 진(陳)나라의 군대를 공격하였고, 우군을 공자 광, 좌군을 공자 엄여를 지휘관으로 임명하고, 후에 심나라의 군주를 포로로 삼았고, 진나라의 대부(大夫)도 사로 잡았다. 이렇게 오나라는 기세를 몰아 초나라를 격파하였다.
기원전 516년 초나라가 초 평왕이 죽고, 막내 아들인 초 소왕(楚昭王)이 즉위했다. 소왕의 즉위를 들은 오왕 요는 기원전 515년에 공자 엄여와 촉용에게 초나라를 공격하게 했지만 초나라군의 반격을 받고 고립되었다. 숙부 공자 계찰(季札)에게 진(晉)나라 와 여러 중원의 제후국에게 보내었고, 중원의 정세를 알아볼것을 명했다.

### 암살
오나라군의 고립과 계찰이 사신으로 간 일을 들은 공자 광은 찬탈계획을 세웠다. 같은 해 여름 4월 공자 광은 오왕 요에게 연회가 있다면서 초청하였다. 오왕 요는 공자 광과 불화에 있었지만, 초청을 거절하면 공자 광과 갈등이 심해질 것이라 생각한 요는 연회에 참석했다. 그러나 공자 광은 오자서의 천거한 자객인 전제(專諸)가 생선요리를 바쳤고, 생선에 숨겨진 칼을 꺼내어 찔렸고, 요는 그 자리에서 즉사했다. 공자 광은 오왕 합려가 되었다.
오왕 요의 암살로 인하여 공자 엄여와 촉용은 종오로 도망갔다. 또 합려는 오왕 요의 호위병에게 살해된 전제의 아들을 경으로 봉하였다.
| 전임 오왕 여매 | 제21대 춘추시대 오나라 왕 기원전 526년 - 기원전 515년 | 후임 오왕 합려 |